# Mosconi Cup 2003
Beim Mosconi Cup 2003 handelt es sich um die zehnte Auflage eines seit 1994 jährlich stattfindenden 9-Ball-Poolbillardturniers, bei dem ein europäisches Team gegen ein US-amerikanisches Team spielt. 2003 fand er im Studio Ballroom des MGM Grand in Paradise, Nevada (USA) in der Zeit vom 18. bis 21. Dezember statt. Das Team USA gewann mit 11:9, was den achten Sieg der Amerikaner bedeutete.

## Teilnehmer
Für das Team Europa spielten:
- Oliver Ortmann () (nichtspielender Mannschaftskapitän)
- Nick van den Berg ()
- Marcus Chamat ()
- Steve Davis ()
- Mika Immonen () (als MVP ausgezeichnet.)
- Thorsten Hohmann ()
- Ralf Souquet ()

Für das Team USA spielten:
- Nick Varner (nichtspielender Mannschaftskapitän)
- Johnny Archer
- Jeremy Jones
- Rodney Morris
- Tony Robles
- Earl Strickland
- Charlie Williams

## Regeln
- Turnierlänge: Gespielt werden maximal 23 Partien; das Team, das zuerst 12 Partien gewinnt, gewinnt das Turnier.

- Matchlänge: Der Spielmodus in den einzelnen Matches ist Best of 9, d. h. 5 gewonnene Spiele reichen zum Satzgewinn.

- Wechselbreak: Der erste Anstoß wird ausgespielt, danach stoßen die Spieler oder Teams abwechselnd an, egal wer gewinnt.

- Wechselstoß: in den Teamwettbewerben rotieren die Spieler nach jeden Stoß zum nächsten Spieler der eigenen Mannschaft.

- Zeitbegrenzung des Stoßes: 2003 gab es noch keine Shot clock. Diese wurde 2005 eingeführt und auf 30 Sekunden festgesetzt.

## Ergebnisse
Der Spielplan sah wie folgt aus:
| Spiel | Datum      | Art    | Spieler Europa       | Ergebnis | Spieler USA         | Gesamtstand |
| ----- | ---------- | ------ | -------------------- | -------- | ------------------- | ----------- |
| 01    | 18.12.2003 | Einzel | Hohmann              | 4 - 5    | Archer              | 0 - 1       |
| 02    | 18.12.2003 | Doppel | Immonen – Chamat     | 5 - 1    | Williams – Robles   | 1 - 1       |
| 03    | 18.12.2003 | Einzel | Souquet              | 3 - 5    | Morris              | 1 - 2       |
| 04    | 18.12.2003 | Doppel | Davis – van den Berg | 4 - 5    | Strickland – Jones  | 1 - 3       |
| 05    | 18.12.2003 | Einzel | Immonen              | 5 - 3    | Archer              | 2 - 3       |
| 06    | 19.12.2003 | Einzel | Chamat               | 3 - 5    | Jones               | 2 - 4       |
| 07    | 19.12.2003 | Doppel | Davis – van den Berg | 3 - 5    | Robles – Strickland | 2 - 5       |
| 08    | 19.12.2003 | Einzel | Immonen              | 5 - 4    | Williams            | 3 - 5       |
| 09    | 19.12.2003 | Doppel | Souquet – Hohmann    | 1 - 5    | Archer – Morris     | 3 - 6       |
| 10    | 20.12.2003 | Einzel | van den Berg         | 5 - 3    | Robles              | 4 - 6       |
| 11    | 20.12.2003 | Doppel | Souquet – Hohmann    | 5 - 4    | Archer – Morris     | 5 - 6       |
| 12    | 20.12.2003 | Einzel | Davis                | 5 - 0    | Strickland          | 6 - 6       |
| 13    | 20.12.2003 | Doppel | Immonen – Chamat     | 5 - 2    | Williams – Jones    | 7 - 6       |
| 14    | 20.12.2003 | Einzel | Souquet              | 5 - 3    | Jones               | 8 - 6       |
| 15    | 21.12.2003 | Einzel | Hohmann              | 3 - 5    | Morris              | 8 - 7       |
| 16    | 21.12.2003 | Einzel | Davis                | 2 - 5    | Archer              | 8 - 8       |
| 17    | 21.12.2003 | Einzel | van den Berg         | 4 - 5    | Strickland          | 8 - 9       |
| 18    | 21.12.2003 | Einzel | Immonen              | 2 - 5    | Robles              | 8 - 10      |
| 19    | 21.12.2003 | Einzel | Souquet              | 5 - 3    | Williams            | 9 - 10      |
| 20    | 21.12.2003 | Einzel | Chamat               | 3 - 5    | Jones               | 9 - 11      |

Damit verblieb der Mosconi Cup bis zum nächsten Turnier im Dezember 2004 im Besitz des Teams der USA. Der Mosconi Cup 2004 wurde in Egmond aan Zee (Niederlande) ausgetragen.